# Дуби Тараса Бульби
Дуби Тараса Бульби — вікові дерева, ботанічна пам'ятка природи місцевого значення в Україні. Зростають на південь від села Касперівці Заліщицької міської громади Чортківського району Тернопільської області, при шляху між селами Добрівляни і Городок, неподалік від річки Дністер. 
Площа — 0,04 га. Оголошені об'єктом природно-заповідного фонду рішенням виконкому Тернопільської обласної ради від 23 жовтня 1972 року № 537. Перебувають у віданні Заліщицького державного дорожнього підприємства. 
Під охороною — 2 дуби віком понад 100 років та діаметром 82 і 86 см, цінні в історичному, науково-пізнавальному та естетичному значеннях. Зростають у межах Регіонального ландшафтного парку «Дністровський каньйон».